# Вітебський державний технологічний університет
Вітебський державний технологічний університет — вищий навчальний заклад у Вітебську.
В даний час університет являє собою навчально-науково-виробничий комплекс, до складу якого входить 7 факультетів, 27 кафедр, 4 навчальних корпуси, 2 гуртожитки, експериментально-дослідне підприємство, аспірантура, бібліотека, спортивно-оздоровчий комплекс та інші підрозділи. В університеті навчається близько 8000 студентів на денному та заочному відділеннях.
В університеті сформований висококваліфікований професорсько-викладацький колектив. Науково-педагогічні кадри університету становлять 295 чоловік, в тому числі, 11 докторів наук, 15 професорів, 116 кандидатів наук, 116 доцентів. В університеті працює 3 академіка і 5 членів-кореспондентів різних академій, 2 заслужених діяча освіти Республіки Білорусь, 1 заслужений раціоналізатор БРСР.

## Історія
Вітебський технологічний інститут легкої промисловості (ВТІЛП) було відкрито 25 червня 1965 року за Постановою Ради Міністрів Білоруської РСР за № 305 від 24 червня 1965 року. 25 червня 1965 року першим ректором інституту був призначений, кандидат хімічних наук, доцент Савицький Степан Євдокимович, який працював завідувачем кафедрою хімії в Білоруському інституті народного господарства.
Перший набір студентів здійснювався за п'ятьма спеціальностями на шести кафедрах інституту. Поступово збільшувався план прийому студентів, створювалися нові кафедри, кабінети, лабораторії, відкривалися нові спеціальності, поповнювалася матеріально-технічна база.
У лютому 1995 року інститут пройшов акредитацію на статус вищого навчального закладу університетського типу за критеріями, затвердженими Міністерством освіти Республіки Білорусь, і з 20 квітня 1995 року перетворений у Вітебський державний технологічний університет (ВДТУ).
Сьогодні університет очолює Башметов Валерій Степанович, доктор технічних наук, професор, заслужений працівник освіти Республіки Білорусь, член Ради Республіки Національних зборів Республіки Білорусь.
Основні дати в історії Вітебського державного технологічного університету.

## Факультети та Кафедри

### Економічний факультет
Економічний факультет (до 1997 року економіко-технологічний) заснований в 1997 році і є одним з найбільших в університеті.
Факультет складається з 8 департаментів:
- Департамент економіки
- Департамент Управління
- Департамент економічної теорії та маркетинга
- Департамент комерційної діяльності
- Департамент informatics
- Департамент іноземних мов
- Департамент історії та закону
- Департамент Філософії

У факультеті закону навчаються більш ніж 1000 студентів, працюють 73 інструктора.
Студенти мають нагоду отримати у комьютерных класи, Обладнаний з сучасними комп'ютерами, практичними вміннями у користуванні інформацією
Технологія у професійній діяльності.
Факультет працюють у плануванні та економічних та фінансових департаментах, Відділення праця та заробітна плата, у банках, комерційних підприємствах служб та фірмах, та
Оподаткуйте інспекції, страхові суспільство, Економічні лабораторії дослідження та проєкт інститути.
У Факультеті виховуючих спеціалістів у семи дисципліні:
- Бізнес
- Економіка та Управління у підприємстві
- Облік,
- Ревізуйте та аналіз
- Маркетинг
- Фінанси та кредит
- Економіка та організація виробництва

### Художньо-технологічний факультет
Художньо-технологічний факультет є єдиним в Республіці Білорусь, що здійснюють підготовку фахівців для текстильної промисловості. Почав своє функціонування з 1971 року як інженерно-технологічний, з 1978 року — економіко-технологічний, з 1997 року — художньо-технологічний.
У композиції факультету закону містить 5 департаменти:
- Департамент проєкту
- Департаменту прядіння природного та
- Хімічні волокна
- Департаменту ткання
- Департаменту технології вишивання
- Виробництво
- Департаменту теоретичного та застосував математику

Підготовка студентів забезпечується у наступних сферах, слідах, та спеціалізації:
- Проєкт оточують (дизайнер властивостей); проєкт
- У комунікабельних вміннях (дизайнер);
- Ми проєкт spatial середовище (дизайнер);
- Костюм проєкт та tissue characterization (дизайнер);

У 2012, університеті починає до одержання та підготовки професіонали
Делікатес" текстильні матеріали.
У процесі студентів освіти розподіляються на 2 новому напрямі:
- Виробництво текстильних матеріалів (технологія та управління)
- Виробництво текстильних матеріалів (технологія та проєкт).

Факультет Закону має аспіранта, doctoral програму та майстра ступінь у технології.
Та первинні обробляючі текстильні матеріали та сировина'.

### Механіко-технологічний факультет
Механіко-технологічний факультет є одним з провідних в університеті. Він створений в серпні 1969 року.
Факультет:
- Департамент технології та фабрик устаткування
- Департаменту
- Машини та промисловість машин
- Департаменту машин та високої технології-ефективності
- Обробка
- Департаменту Автоматизації та виробництва
- Департаменту Фізики
- Департаменту механіки
- Департаменту графіки техніки

У Факультеті Є 5 сфер :
- Механічна технологія техніки (інженер кваліфікації);
- Фабрики устаткування технології (інженер кваліфікації);
- Машина та текстильне виробництво одиниці, Світло промисловість, та домашня служба (інженер- кваліфікації механік);
- Автоматизація та виробництво (інженер кваліфікації Автоматизація);
- Устаткування технології висока-ефективність обробки (інженер кваліфікації. Механік).

### Конструкторсько-технологічний факультет
Конструкторсько-технологічний факультет організований у червні 1987 року в результаті злиття двох факультетів: «Швейне виробництво» і «взуттєве виробництво»
В состав факультета входят 6 кафедр:
- Кафедра конструирования и технологии одежды
- Кафедра конструирование и технология изделий из кожи
- Кафедра охраны труда и промышленной экологии
- Кафедра химии
- Кафедра стандартизация
- Кафедра физвоспитания

На факультете ведется подготовка специалистов по 4 специальностям:
- конструирование и технология одежды;
- конструирование и технология изделий из кожи;
- товароведение и экспертиза товаров;
- метрология, стандартизация и сертификация (легкая промышленность).

### Заочний факультет
Заочний факультет організовано у 1965 році. Готує без відриву від виробництва фахівців для легкої і текстильної промисловості, машинобудування та інших галузей народного господарства.
- Финасы та кредит (кваліфікація — економіст);
- Економіка та Управління у підприємстві (кваліфікація — економіст та менеджер);
- Маркетинг (кваліфікація — економіст- маркетинг);
- Комерційна діяльність (кваліфікація — економіст);
- Управління (кваліфікація — економіст);
- metrology Стандатизована сертифікація (світло промисловість) (кваліфікація — інженер);
- Проєкт та продукти технології одягу (кваліфікація — інженер);
- Проєкт та Технологія шкіряних товарів (кваліфікація — інженер);
- Механічна технологія техніки (кваліфікація — інженер);
- Машина та одиниці легкі, Текстильна промисловість та домашня служба (кваліфікація — інженер механіка);
- Автоматизація та виробництво (кваліфікація — інженер Автоматизація);
- Пряжа технології, тканини, Плетена тканина та інші матеріали (кваліфікація — інженер-technologist).

### Факультет довузівської підготовки та профорієнтації
Факультет довузівської підготовки та профорієнтації готує абітурієнтів до вступу в університет за такими напрямками:
- Підготовче відділення (денна, заочна форми навчання);

Курси:
- Вечірні;
- Для підготовки до централізованого тестування;
- Двотижневі, для абітурієнтів перед вступними іспитами.

### Факультет підвищення кваліфікації та перепідготовки кадрів
Факультет підвищення кваліфікації та перепідготовки кадрів створено при університеті в 1989 році. На факультеті проходять перепідготовку понад 200 слухачів, понад 300 чоловік щорічно підвищують кваліфікацію, близько 1300 студентів здобувають вищу освіту.

## Культурне життя ВДТУ
В університеті працює студентський клуб. Користуються популярністю тематичні вечори, цікаві зустрічі, концерти художньої самодіяльності. Гордість університету — народний хореографічний ансамбль «Вітебчанка», вокальна студія. Щорічно в університеті проводиться фестиваль «Золота мелодія осені», в якому беруть участь колективи художньої самодіяльності всіх факультетів. На базі університету створено Вітебську обласну лігу «Білоруський КВН», проводиться Вітебський регіональний міжвузівський конкурс грації та артистичної майстерності «Королева Весна». А також щорічно в Вітебськом державному технологічному університеті проводиться Міжнародна наукова конференція.

## Адреса
Московський пр-т, 72, м. Вітебськ, 210035, Республіка Білорусь